# Jean II de Sarrebruck-Commercy
Jean II de Sarrebruck-Commercy, (? - 1344), est le fils cadet de Jean Ier, comte de Sarrebruck et seigneur de Commercy, et de Mahaut/Mathilde d'Apremont ; il est sire de Commercy "Château-Haut", et par alliance de Venizy. Il hérite du château de Commercy et de ses dépendances, ne prenant que le titre de chevalier car son neveu Jean IV, fils de son frère aîné Simon Ier prédécédé, avait pris celui de comte de Sarrebruck (Jean II) ainsi qu'une portion de Commercy dite "la part de Sarrebruck ou Château-Bas" (Jean IV). Il signe avec son père la charte de franchises de 1324. 
Il épouse (avant le 16 avril 1331) Alix, (vers 1310 - après 13 février 1356/57), dame de Venizy et de Briquenay, fille de Guillaume de Joinville (aîné des petits-fils du célèbre chroniqueur Jean) et de Béatrice de Brienne, de qui il a  :
- Simon II ou V de Sarrebruck-Commercy, seigneur de Commercy (Château-Haut)
- Jean III de Sarrebruck-Commercy, qui succédera à son frère,
- Guillaume, (? - 1366/70), chevalier, seigneur de Briquenay,
- Henry, (? - 1364),
- Laure : elle épouse en premières noces Gaucher de Plancy, puis en secondes noces Jean d'Andreselles,
- Béatrice : elle épouse Henri II de Grandpré-Hans,
- Mahaut, (? - 1366).

### Sources
- Charles Emmanuel Dumont, Histoire de la ville et des seigneurs de Commercy, N. Rolin, 1843 (lire en ligne), p. 117 à 118.